# Colonia California, Coahuila
Colonia California är en ort i Mexiko.   Den ligger i kommunen Nadadores och delstaten Coahuila, i den centrala delen av landet, 900 km norr om huvudstaden Mexico City. Colonia California ligger 507 meter över havet och antalet invånare är 159.
Terrängen runt Colonia California är platt. Runt Colonia California är det ganska tätbefolkat, med 166 invånare per kvadratkilometer. Närmaste större samhälle är Ciudad Frontera, 16,5 km sydost om Colonia California. Omgivningarna runt Colonia California är i huvudsak ett öppet busklandskap.